# Sécheras
Sécheras ist eine französische Gemeinde mit 517 Einwohnern (Stand: 1. Januar 2022) im Département Ardèche in der Region Auvergne-Rhône-Alpes. Sie gehört zum Arrondissement Tournon-sur-Rhône und zum gleichnamigen Kanton Tournon-sur-Rhône. Die Bewohner werden Saccaratois und Saccaratoises genannt.
Sécheras grenzt im Norden an Eclassan, im Nordosten an Ozon (Berührungspunkt) und Arras-sur-Rhône, im Südosten an Vion, im Südwesten an Lemps und im Westen an Cheminas. An der nördlichen Gemeindegrenze verläuft das Flüsschen Ozon.

## Bevölkerungsentwicklung
| Jahr                       | 1962 | 1968 | 1975 | 1982 | 1990 | 1999 | 2008 | 2014 | 2020 |
| -------------------------- | ---- | ---- | ---- | ---- | ---- | ---- | ---- | ---- | ---- |
| Einwohner                  | 260  | 253  | 233  | 233  | 297  | 308  | 481  | 529  | 524  |
| Quellen: Cassini und INSEE |      |      |      |      |      |      |      |      |      |

## Sehenswürdigkeiten

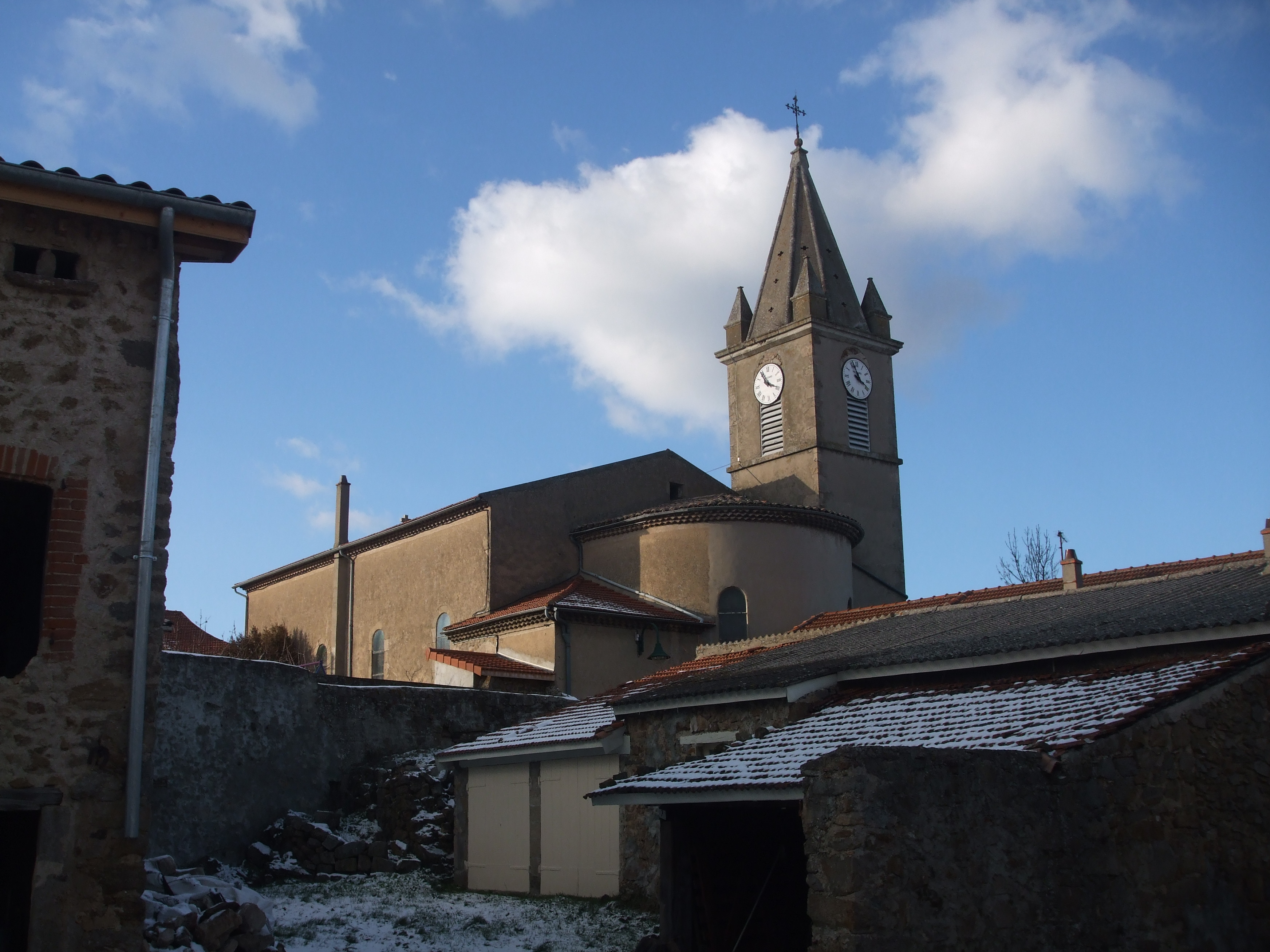
Kirche Sainte-Agathe

- Kirche Sainte-Agathe

## Weinbau
In Sécheras gibt es zugelassene Rebflächen der Weinbaugebiete Saint-Joseph und Côtes du Rhône.